# 林秀俊
林秀俊（1699年9月8日—1771年6月26日），字茂春，號天成，一號成祖。福建省漳州府漳浦縣石榴鎮攀龍村人。1734年離鄉渡台，在台北盆地地區從事開墾，曾擔任淡水、大甲與後壠諸社的通事，並且再娶了平埔族女子潘氏為妾。
他在康熙末至雍正初的這段期間與陳鳴琳、鄭維謙共同興築大安圳，引大漢溪水灌溉土城，於乾隆七年（1742年）完工。而在這不久後，林秀俊又自己成立了墾號「林成祖」，經營遍及今台北（大加蚋堡）、板橋（擺接庄）、新莊（興直堡）、土城、永和、內湖，甚至苗栗、大甲一帶，為台灣開拓之先驅。

## 家庭
清康熙三十八（歲次己卯，西元1699年）年閏七月十五日未時，林秀俊誕生於福建省漳州府漳浦縣，祖父林火昌（字色）育有族、夜、化、忠孝、德、政、租、權等八子。父親林族為長子，林秀俊自幼過繼予未婚配的叔父林夜作養子。林秀俊卒於乾隆三十六（歲次辛卯，西元1771年）年五月十四日午時，年73歲。
林秀俊成年後在漳浦故里與元配宋氏（名蔭，諡慈惠） 結婚；並育有長子林海廟。渡臺後，納平埔族擺接社人潘氏（名蛤也霍，諡儉順） 為妾，並另與潘氏育有次子林海籌、三子林海文，共計二妻三子。林秀俊長子林海廟家族人丁興旺，世居於板橋後埔公館（開基祖厝）、次子林海籌世居新埔公館、三子林海文人丁最少，世居深丘公館。位於板橋四川路一段87巷60號的「後埔館」目前只保留正身磚造舊建物及右翼護龍，呈不完整格局，另有林氏大房宗祠設於40號址。位於板橋國光路197巷2、4號址的「新埔館」為一三合院式建物，被拆除後；於1988年改建為公寓住宅，設有「九鯉湖仙公祖」和「林成祖公館祠堂」。

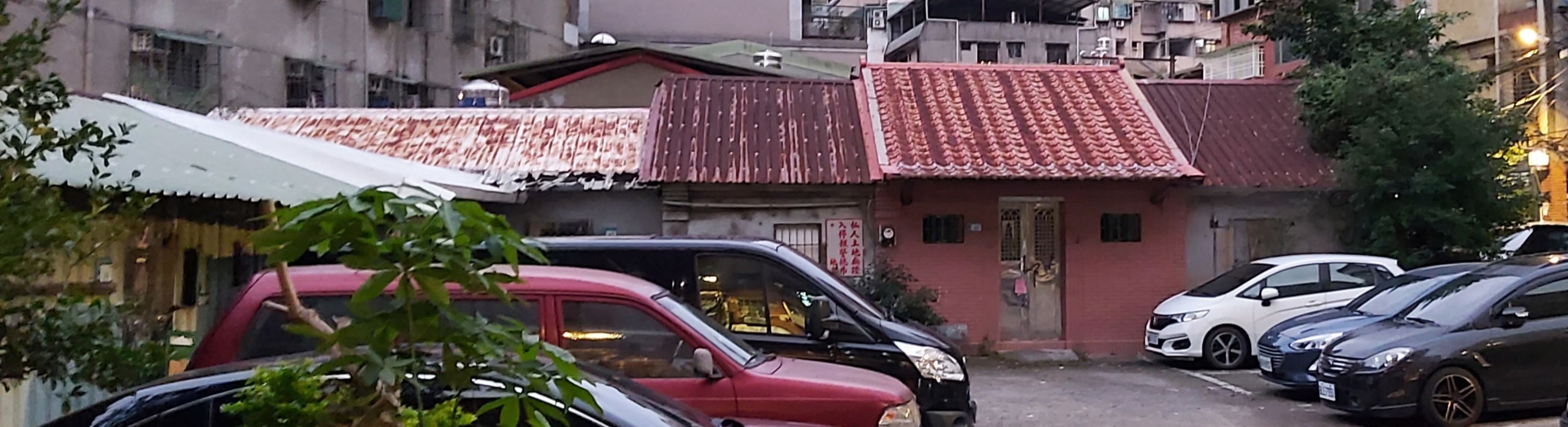
後埔公館現貌
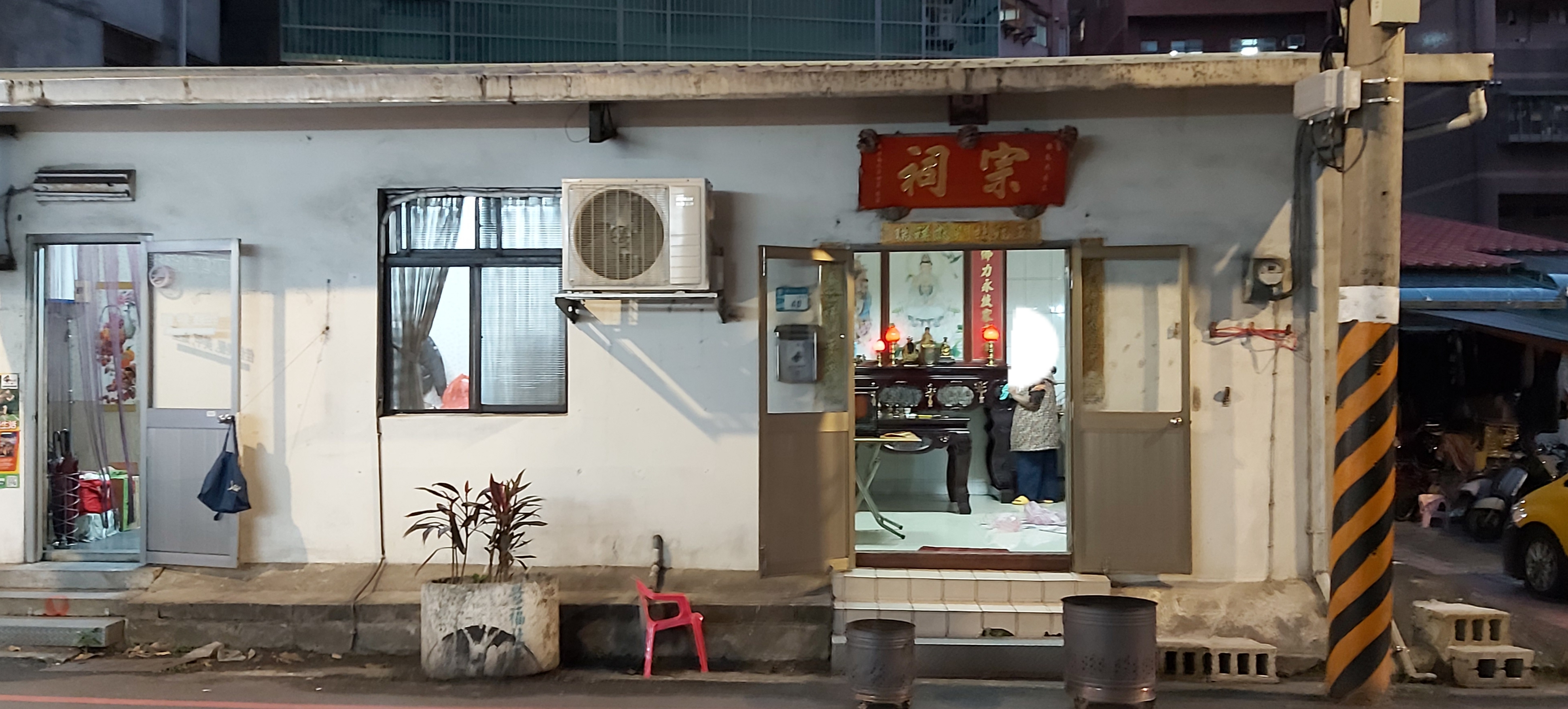
林氏大房宗祠

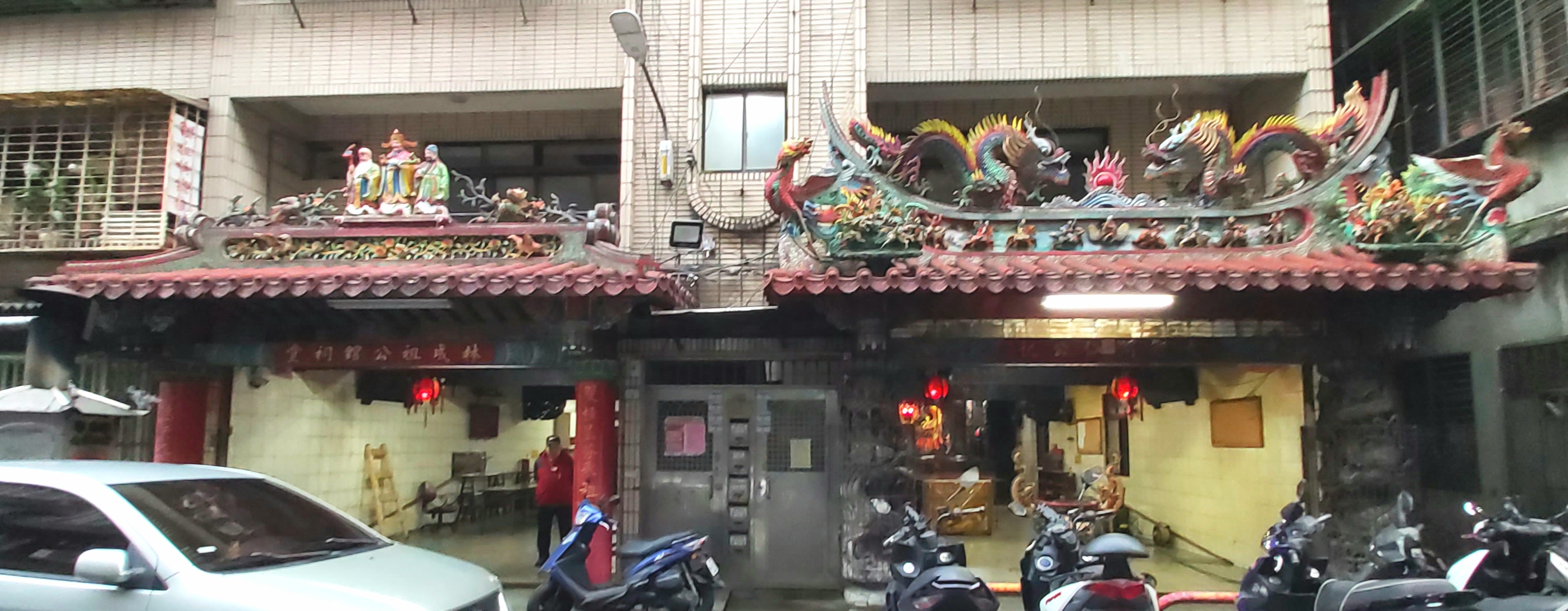
新埔公館舊址
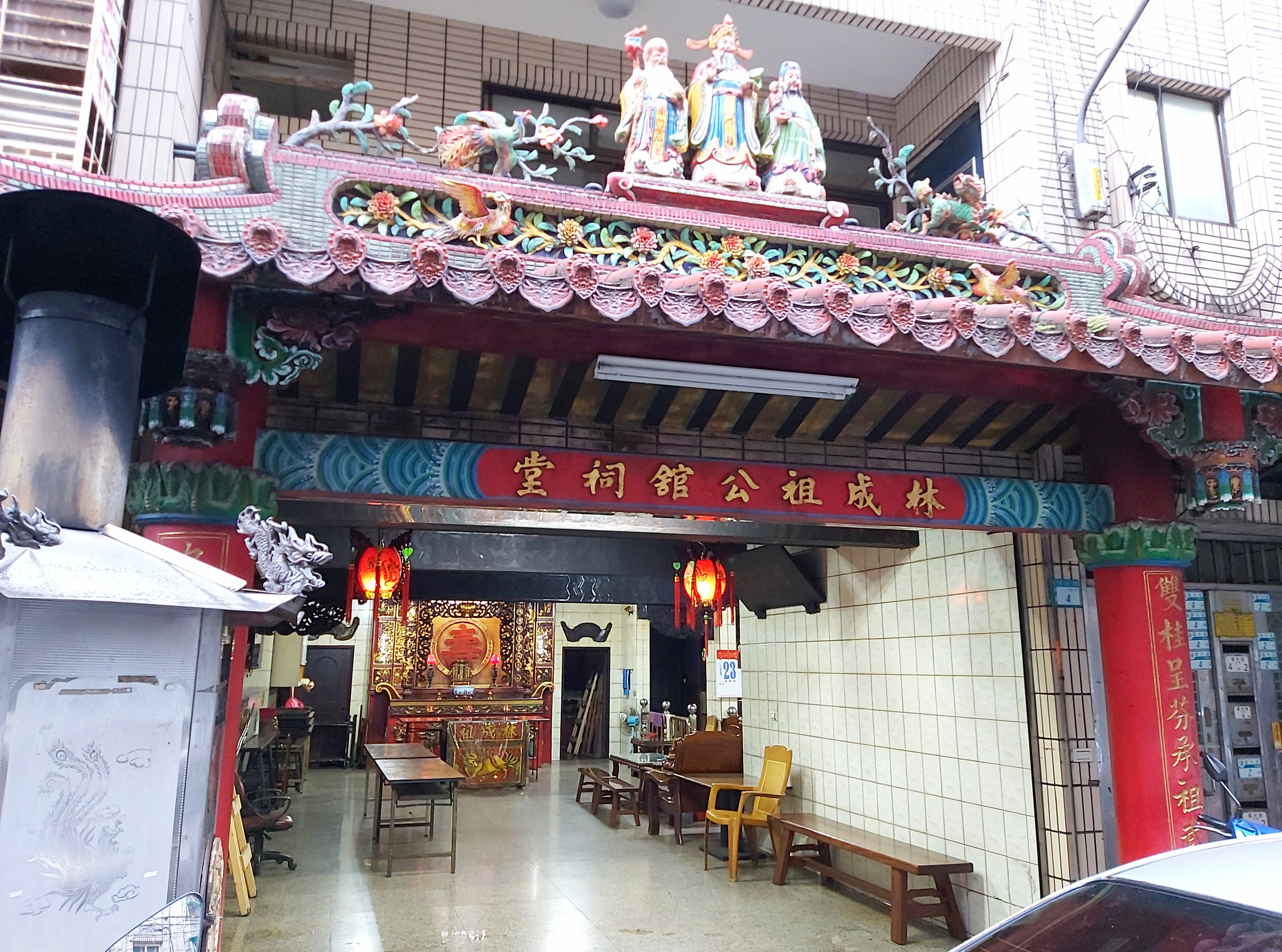
林成祖公館祠堂
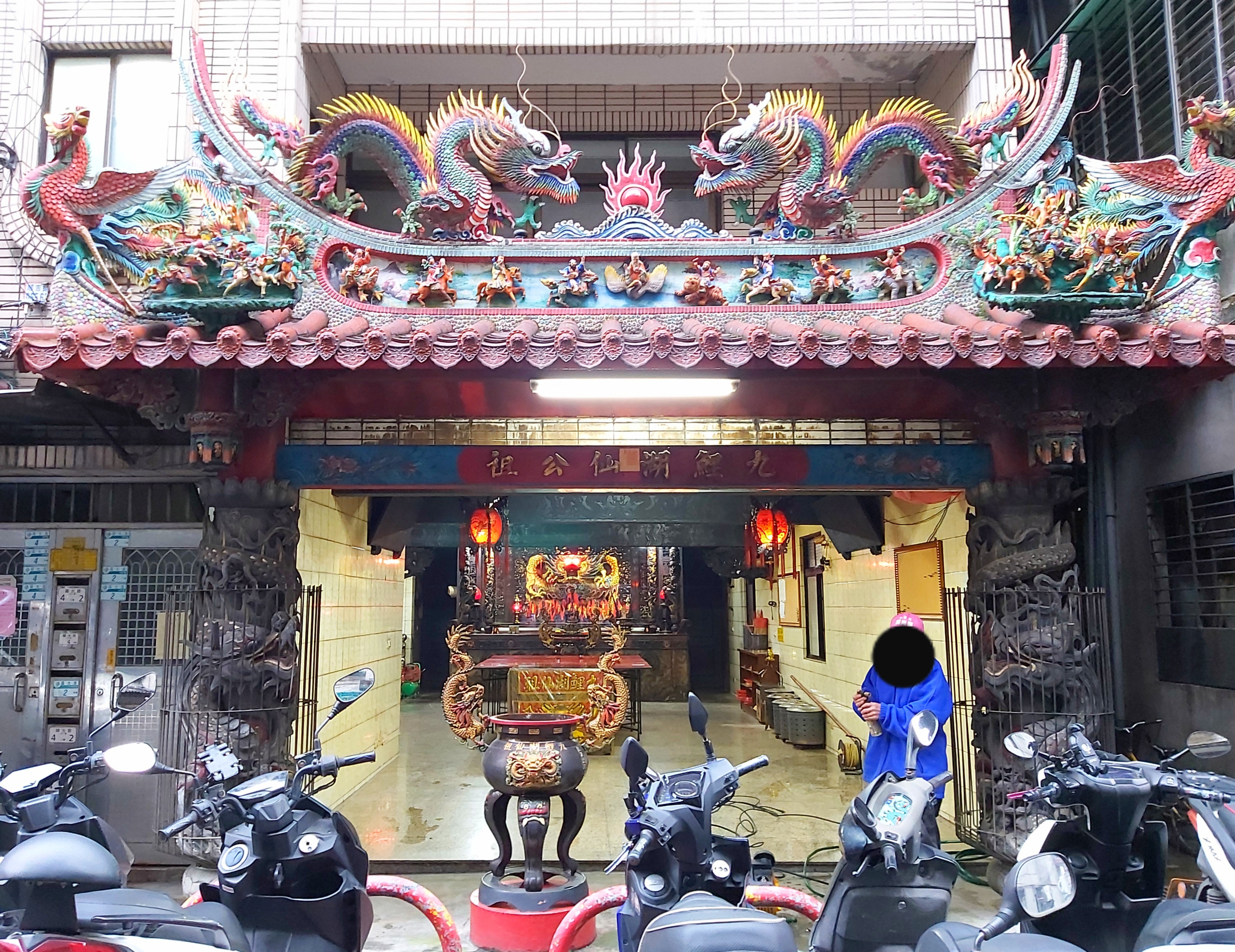
九鯉湖仙公祖廟

林秀俊家族在內湖設有「上公館」和「下公館」；「上公館」由長房子孫居住，原址位於現國防醫學中心域內，於1952年籌建陸軍工兵學校時被政府徵收後拆除，目前世出自長房林海廟派下的旁支仍散居在附近；「下公館」由第二房子孫居住，原址位於粉寮，即林秀俊墓前百餘公尺處，在基隆河截彎取直、市地重劃時夷為平地。

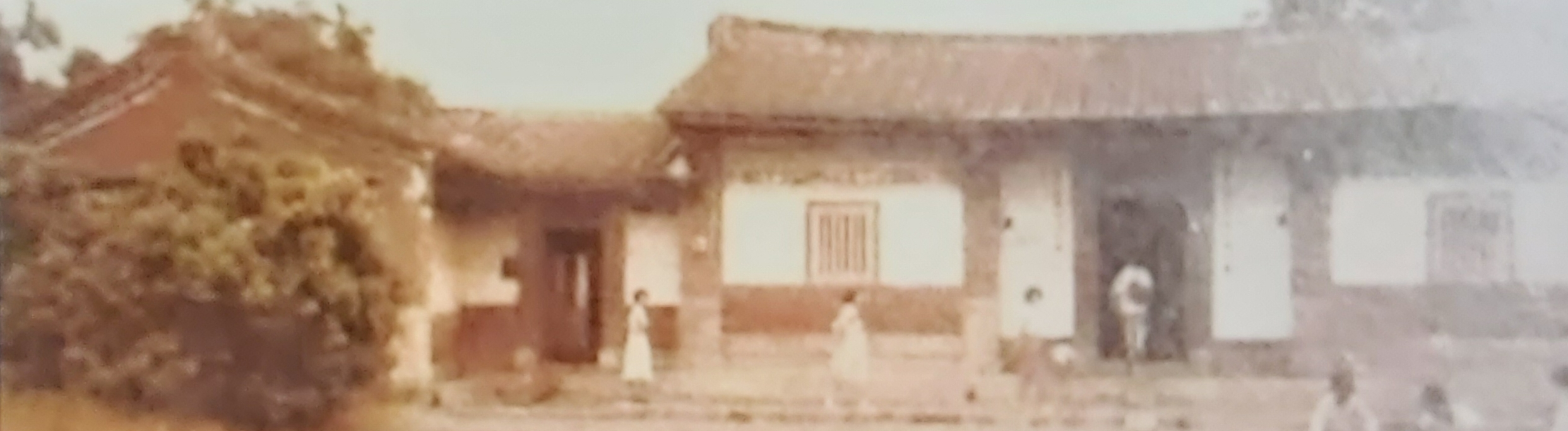
林秀俊故居內湖「上公館」舊照
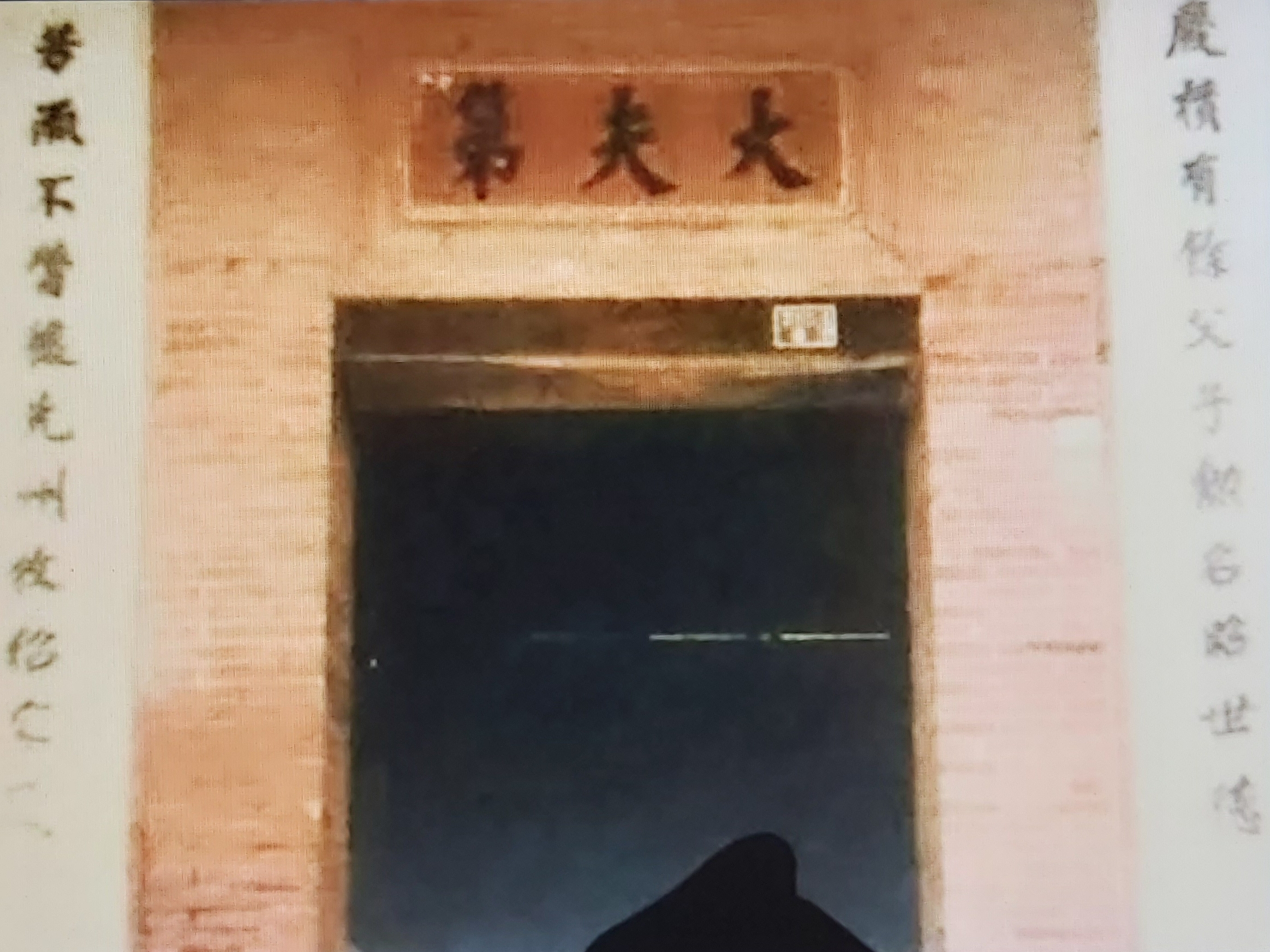
上公館「大夫第」門額
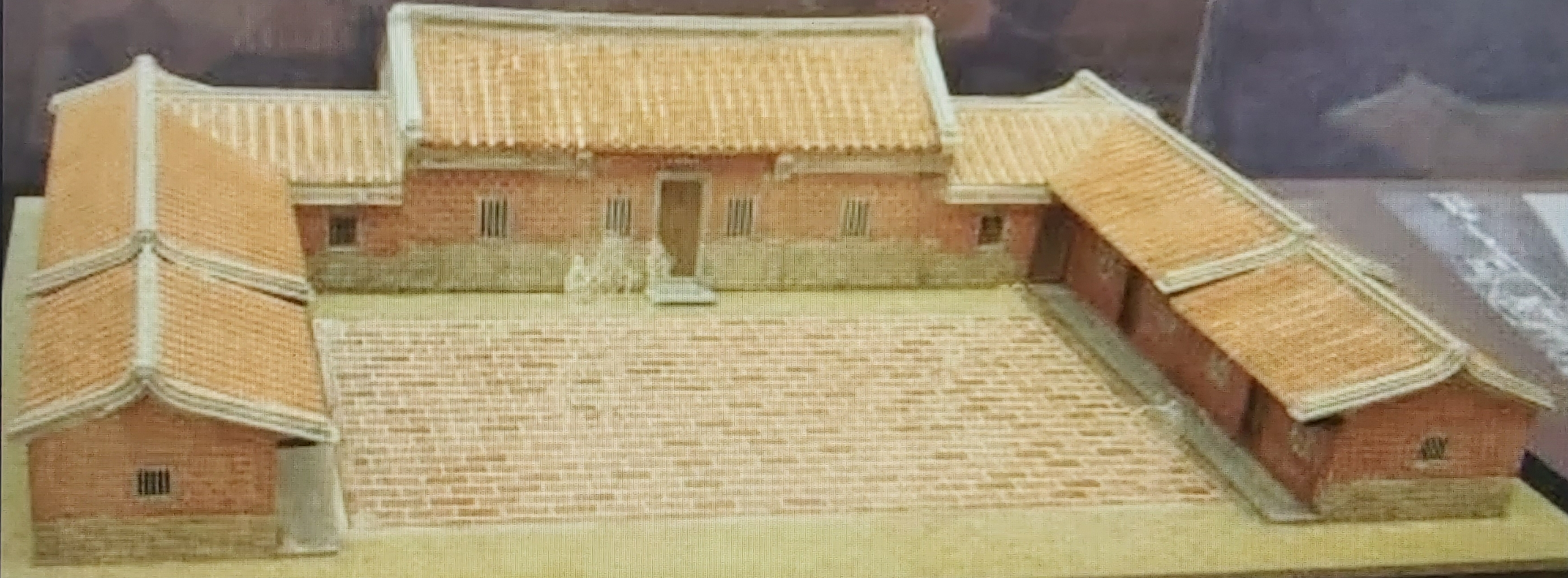
林秀俊故居內湖「下公館」模型

林秀俊長孫、林海廟長子林登墀的墓園位在內湖白鷺山南麓；墓園坐西北朝東南，其墓碑書刻 :「金浦皇清待贈太學生登墀林公墓，嘉慶癸亥（1803年）年修，二大房子孫立 」。

## 外部連結
- 內湖地方知識網——林秀俊 （页面存档备份，存于）